# アーネスティン・アンダーソン
アーネスティン・アンダーソン（Ernestine Anderson、1928年11月11日 - 2016年3月10日）は、アメリカのジャズおよびブルースの歌手。60年以上にわたるキャリアの中で、彼女は30枚以上のアルバムを録音した。グラミー賞には4回ノミネートされている。彼女は、カーネギー・ホール、ケネディ・センター、モントレー・ジャズ・フェスティバル（33年間で6回）、および世界中のジャズ・フェスティバルで歌ってきた。1990年代初頭、彼女はガーフィールド高校の卒業生であるクインシー・ジョーンズによって設立されたレーベルであるクウェスト・レコードに加わった。

## 略歴
アーネスティン・アイリーン・アンダーソン（そして彼女の双子の姉妹ジョセフィン）は、1928年11月11日にテキサス州ヒューストンで生まれた。母親のエルマは主婦であり、父親のジョセフはゴスペル・カルテットでバスを担当して歌う建設労働者であった。3歳までに、アンダーソンはベッシー・"ブルースの女帝"・スミスのような彼女の両親の所持する古いブルースの78RPMレコードと一緒に歌う才能を示した。アンダーソンは地元の教会で歌い始め、ゴスペル合唱団でソロを歌うようになった。
アンダーソンは、1998年の書籍『The Jazz Scene』において自身の生い立ちについて語っている。
「私の両親はいつもブルースのレコードを流していました」とアーネスティン・アンダーソンは私に語った。「ジョン・リー・フッカー、マディ・ウォーターズ、そしてすべてのブルースの偉人たちのレコードを。それに、私が育ったヒューストンでは、ラジオをオンにすれば、カントリー・アンド・ウエスタンや、ゴスペルを耳にすることができました。だから音楽を初めて体験したのがいつなのかさえ覚えていません。父はゴスペル・カルテットで歌い、私はそれを追いかけていました。祖父母はどちらもバプテスト教会の聖歌隊で歌っていました。そして、ジミー・ランスフォード、ビリー・エクスタイン、アースキン・ホーキンス、カウント・ベイシーのようなビッグバンドがヒューストンからやって来ました」。アーネスティンの名付け親が、彼女が12歳のときに、地元のタレント・コンテストに参加させた。「2曲しか知らなかったんです」と彼女は認めた。「それは『On the Sunny Side of the Street』と『So Long』でした。ピアノの伴奏者から、これらの曲はどのキーで演奏したらよいのかと聞かれ、なぜか 『C』と言ったんです。面目を立てるために、メロディーをなぞるように歌い、メロディーを聞きながら即興で歌い、歌い終わると、ミュージシャンの一人が、ジャズ歌手だねって言ったのです」。
彼女の家族は1944年にワシントン州シアトルに引っ越した。16歳のときアンダーソンはガーフィールド高校に通い、1946年に卒業した。10代の頃、彼女はバンドリーダーの"バンプス"・ブラックウェルに見出され、ブラックウェルは彼女をジュニア・バンドの歌手として雇い入れた。アンダーソンの最初の公演は、イースト・マディソン・ストリートのワシントン・ソーシャル・クラブで行われた。バンド（後にトランペットのクインシー・ジョーンズと、キーボードの若きレイ・チャールズを含む）は、シアトルのジャクソン・ストリートのジャズ・クラブで定期的に演奏した。
18歳のとき、アンダーソンはシアトルを離れ、ジョニー・オーティスのバンドと一緒に1年間ツアーを行った。1952年に、彼女はライオネル・ハンプトンのオーケストラと一緒にツアーに出た。バンドで1年過ごした後、彼女はニューヨークに定住し、歌手としての道を歩むことを決意した。ジジ・グライスの1955年のアルバム『ニカス・テンポ』（サヴォイ）に参加したことで、トランペット奏者のロルフ・エリックソンの知己を得て、パートナーとなり3か月間のスカンジナビア・ツアーが行われた 。アーネスティンのアメリカでの最初のアルバムは、彼女のデビュー・アルバムの後に作成され、スウェーデンにて録音され、この地でマーキュリー・レコードから『ホット・カーゴ』（1958年）というタイトルでリリースされた 。アメリカのジャズ評論の大御所であるラルフ・J・グリーソンが、ヒット作を生み出す自身のラジオ番組でそれを放送し始めた。さらに、彼によって全国的に配布された『サンフランシスコ・クロニクル』のジャズ・コラムでは、次のように述べられている。「彼女はこの10年で最高の新しいジャズ歌手です。彼女は優れた発音、タイム感、上手に表現する不思議な能力、素晴らしく暖かみのある声、本当のトーンを持っています、そして何よりも、彼女は狂ったように揺れます」。これが、大きなセンセーションを巻き起こした。1959年、アンダーソンは『ダウン・ビート』誌の「ニュースター」賞を受賞し、1960年代半ばからアメリカとヨーロッパの間で時間を割くようになる前に、マーキュリーがより高い評価を得るためにレコーディングを行った 。
「ジャズが死んだということはないと思います。それは1960年代に挫折したんです。ロックンロールが音楽として浸透してきたとき、ジャズに携わる人々はアメリカで働けなくなっていったので、仕事を得るためにロンドンへと引っ越さなければならなくなったのです。私はそれがこれほど長く続くとは思わなかったし、ロックンロールの人々がこれほど長く続くとは思わなかったのですが、クインシーはそれを持っていたのです」。
1970年代半ば（当時、レイ・ブラウンが彼女のマネージャーだった）に彼女が再登場したのは、1976年のコンコード・ジャズ・フェスティバルにおけるセンセーショナルな出演によるものだった。これに続いてコンコード・レコードからの一連のアルバムが発表された。次の17年間においては、一流のジャズとブルースの歌手としてのアンダーソンの評判を封印した。彼女は広範囲にわたる主催公演を行い、コンコードのためにほぼ20枚のアルバムを録音した。そのうち、1981年の『ネヴァー・メイク・ユア・ムーヴ・トゥ・スーン』と1983年の『ビッグ・シティ』は、グラミー賞の最優秀ジャズ・ボーカル・パフォーマンスへのノミネートを獲得した。アンダーソンが広くツアーを行った後の数年間、日本での凱旋公演の一連の日程は、1988年に4枚組のライブ・セットのリリースへとつながった。同年、アンダーソンはカーネギー・ホールでデビュー。さらには、ハリウッド・ボウル、1999年にケネディ・センターで開催されたイベント「Women In Jazz」、モントレー・ジャズ・フェスティバル（1959年、1982年、1984年、1987年、1990年、2007年）、そしてニューオーリンズからブラジル、ベルリン、オーストリアまで、まさに世界中でパフォーマンスを行ってきた。
1993年にコンコード・レコードを去った後、アンダーソンは彼女の古いシアトルのジャズ・シーンの仲間であったクインシー・ジョーンズと彼の新しいレーベルであるクウェストと契約した。1993年の『ナウ&ゼン』と1996年の『Blues, Dues & Love News』という2枚のアルバムは、どちらもグラミー賞にノミネートされた。1990年代後半までに、彼女はアルバム『Isn't It Romantic』を発表したKoch Internationalレーベルと契約し、2003年にはハイノート・レーベルからのCD『Love Makes the Changes』が大ヒットし、2004年のJVCからのCD『Hello Like Before』がヒットし、彼女へのさらなる称賛をもたらした。
アーネスティン・アンダーソンは日蓮仏教の信者であった。彼女は、2016年3月10日、ワシントン州ショアラインにて家族に囲まれて、87歳で平穏に亡くなった。

## 受賞歴と名誉
アーネスティン・アンダーソンは、1958年8月4日の『タイム』誌の記事で取り上げられた。「その声は黒人歌手アーネスティン・アンダーソンのもので、29歳にして、おそらくこの国で最も固く守られているジャズの秘密です」。彼女は必然的にエラ・フィッツジェラルド、サラ・ヴォーン、ビリー・ホリデイと比較されている。しかし、アーネスティンは、常に比較を拒否してきた。「私は望みます」と彼女は言う。「彼女たちが私を私だけにさせてくれるであろうことを」。
アンダーソンは、ピューリッツァー賞を受賞した写真家ブライアン・ランカーの写真集『I Dream a World: Portraits of Black Women Who Changed America』（1999年）で被写体にに選ばれた75人の女性たちの1人であった。この本の中で、アーネスティン・アンダーソンは、ローザ・パークス、コレッタ・スコット・キング、オプラ・ウィンフリー、レナ・ホーン、サラ・ヴォーンなどのまとまりに加わっている。
彼女は2002年のバンバーシュート・シアトル芸術祭でゴールデン・アンブレラ賞を受賞した。この賞は、「私たちの地域の文化的景観に大きく貢献した」アメリカ北西部の芸術家たちを称えるものである。
アンダーソンは、レコーディング・アカデミー（グラミー賞で最もよく知られている組織）の太平洋岸北西部支部に選ばれ、2004年のIMPACT賞を受賞した。IMPACT賞は、創造的な才能と業績がすべての音楽の境界を越え、音楽コミュニティの資産として認められている北西部における音楽の専門家を称えるものである。
2012年、低所得者向け住宅研究所は、ユニットが配置されているシアトル中央部にあるアンダーソンの長い住居に注目し、彼女に敬意を表して「アーネスティン・アンダーソン・プレイス」とその住宅プロジェクトを名付けた。

## ディスコグラフィ

### リーダー・アルバム
- 『ホット・カーゴ』 - Hot Cargo (1958年、Mercury)
- 『スターダスト』 - The Toast of the Nation's Critics (1959年、Mercury)
- 『マイ・カインダ・スイング』 - My Kinda Swing (1960年、Mercury)
- 『モーニン・モーニン・モーニン』 - Moanin'  (1960年、Mercury)
- 『ザ・ファッシネイティング』 - The Fascinating Ernestine (1960年、Mercury)
- The New Sound of Ernestine Anderson (1963年、Sue)
- Miss Ernestine Anderson (1967年、Columbia)
- 『ハロー・ライク・ビフォア』 - Hello Like Before (1977年、Concord Jazz)
- 『ライヴ・フロム・コンコード・トゥ・ロンドン』 - Live from Concord to London (1978年、Concord Jazz)
- 『サンシャイン』 - Sunshine (1980年、Concord Jazz)
- 『ネヴァー・メイク・ユア・ムーヴ・トゥ・スーン』 - Never Make Your Move Too Soon (1981年、Concord Jazz)
- 『セブン・スターズ』 - Seven Stars (1983年、Concord Jazz) ※with 北村英治、カル・ジェイダー、テディ・ウィルソン、エディ・デュラン
- 『ビッグ・シティ』 - Big City (1983年、Concord Jazz)
- 『スリー・パールズ』 - Three Pearls (1984年、Eastworld) ※with クリス・コナー、キャロル・スローン
- 『ホエン・ザ・サン・ゴーズ・ダウン』 - When the Sun Goes Down (1985年、Concord Jazz)
- 『ビー・マイン・トゥナイト』 - Be Mine Tonight (1987年、Concord Jazz)
- 『パーフェクト・マッチ』 - A Perfect Match (1988年、Concord Jazz) ※with ジョージ・シアリング
- 『ブギー・ダウン』 - Boogie Down (1990年、Concord Jazz) ※with クレイトン＝ハミルトン・ジャズ・オーケストラ
- 『ライヴ・アット・ザ・1990・コンコード・ジャズ・フェスティヴァル 3rdセット』 - Live at the Concord Jazz Festival Third Set (1991年、Concord Jazz) ※with エド・ビッカート、ジーン・ハリス、マーシャル・ロイヤル
- 『レイト・アット・ナイト』 - Late at Night (1992年、Paddle Wheel)
- 『ナウ&ゼン』 - Now and Then (1993年、Qwest)
- Three Ladies of Jazz: Live in New York (1995年、Jazz Door) ※with ダイアン・シューア、ダイアン・リーヴス
- Blues, Dues & Love News (1996年、Qwest)
- Isn't It Romantic (1998年、Koch)
- Love Makes the Changes (2003年、HighNote)
- A Song for You (2009年、HighNote)
- Nightlife Live at Dizzy's Club Coca-Cola (2011年、HighNote)
- Ernestine Anderson Swings the Penthouse (2015年、HighNote)

### 参加アルバム
- レイ・ブラウン : 『ライヴ!'79』 -Live at the Concord Jazz Festival 1979 (1979年、Concord Jazz)
- コンコード・オールスターズ&アーネスティン・アンダーソン :『アウ』 -Ow! (1987年、Concord Jazz)
- ジョージ・シアリング : 『デクスタリティ』 -Dexterity (1988年、Concord Jazz)
- ジャガーノウト・フィーチュアリング・アーネスティン・アンダーソン : 『ライヴ・アット・アレイ・キャット』 -Live at the Alley Cat (1987年、Concord Jazz)

## グラミー賞歴
- グラミー賞ノミネート: 4回[18]

| アーネスティン・アンダーソン グラミー賞歴 |                                               |          |                               |          |            |
| 年                                        | カテゴリー                                    | ジャンル | タイトル                      | レーベル | 結果       |
| 1981                                      | 最優秀ジャズ・ボーカル・パフォーマンス - 女性 | ジャズ   | Never Make Your Move Too Soon | Concord  | ノミネート |
| 1983                                      | 最優秀ジャズ・ボーカル・パフォーマンス - 女性 | ジャズ   | Big City                      | Concord  | ノミネート |
| 1993                                      | 最優秀ジャズ・ボーカル・パフォーマンス        | ジャズ   | Now and Then                  | Concord  | ノミネート |
| 1996                                      | 最優秀ジャズ・ボーカル・パフォーマンス        | ジャズ   | Blues, Dues & Love News       | Qwest    | ノミネート |